# 矢引信号場
矢引信号場（やびきしんごうじょう）は、かつて山形県鶴岡市矢引にあった、日本国有鉄道（国鉄）羽越本線の信号場である。

## 歴史
三瀬駅 - 羽前水沢駅間の複線化に伴い、矢引トンネルの南側に新矢引トンネルが新たに掘削されたが、矢引・新矢引トンネル - 羽前水沢間の複線化が先に完成したため、三瀬駅より羽前水沢駅方面へ約3.1 kmの地点に当信号場を新設した。その後、三瀬 - 当信号場間の複線化が完成したため、役目を終えた当信号場は廃止となった。
なお、三瀬 - 羽前水沢間の複線化に伴い、三瀬 - 矢引トンネル間の下り線が線形改良のため新線に切り替えられている。

### 年表
- 1964年（昭和39年）7月7日：国鉄理事会にて、三瀬 - 羽前水沢間の線増工事決定。
- 1966年（昭和41年）
  - 6月7日：新矢引トンネル (1,475 m) が貫通。
  - 9月22日：矢引トンネル - 羽前水沢間の複線化完成に伴い当信号場開業[1]。
- 1967年（昭和42年）10月17日：三瀬 - 当信号場間が複線化、同時に当信号場が廃止[1]され三瀬 - 羽前水沢間が複線化される。

## 構造
複線始終端型の信号場であったと考えられる。

## 周辺
- 山形県道334号三瀬水沢線
- 矢引公民館
- 矢引トンネル
- 新矢引トンネル
- 日本海東北自動車道

## 隣の施設
日本国有鉄道
羽越本線
三瀬駅 - 矢引信号場 - 羽前水沢駅